# 키홀TV
키홀TV(KeyHoleTV)는 일본 텔레비전 채널, 라디오 기지국, 사용자 모드 채널로 연결해주는 온라인 텔레비전 포털이다. 그러나 키홀TV는 매우 제한적으로 선별된 채널만 가지고 있는데, 이를테면 TV 아사히, 일본방송협회, 후지 TV, TBS, TV 도쿄, 닛폰 TV가 있다. 대부분이 아날로그 방송이며 적용되는 채널 중 일부는 암호로 보호되어 있다. 한편으로 일본의 AFN 도쿄 이글 810의 미군 AM 라디오 기지국을 가지고 있다.

## 키홀비디오
키홀비디오(KeyHoleVideo)는 키홀TV와 매우 유사한 기능을 하는 프로그램이다. 주된 차이점은 오디오/비디오 캡처 하드웨어를 가지고 있는 사람이면 누구나 자신을 방송할 수 있다는 것이다.
품질 제어와 PIP(방송자 피드)와 같은 다양한 기타 옵션들이 추가되었다.

## 호환성
- 윈도우 2000 서비스 팩 4*
- 윈도우 XP
- 윈도우 비스타
- 윈도우 7
- 윈도우 모바일 5.0／6.0 (시청 전용)
- macOS 10.4, 10.5, 10.6, 10.7, 10.8 (시청 전용)
- 리눅스 시청 전용
- 아이폰 시청 전용

*윈도우 2000 서비스 팩 4는 DirectX9.0c 이상과 GDIPlus가 필요하다.